# Liste der ruandischen Orden und Ehrenzeichen
Die Liste der ruandischen Orden und Ehrenzeichen umfasst in Ruanda vergebene Orden und Ehrenzeichen.

## Nationale Orden und Ehrenzeichen
Es werden die folgenden nationalen Orden und Ehrenzeichen verliehen:
| Orden und Ehrenzeichen                        | Beschreibung |
| --------------------------------------------- | --- |
| Indengabaganizi – National Order of Bravery   | Auszeichnung von Einzelpersonen oder Gruppen, die auf „vorbildliche Weise eine herausragende Selbstaufopferung vollbracht haben, um das Leben eines oder mehrerer Menschen zu retten“ |
| Indangamirwa – National Order of Culture      | Auszeichnung von Einzelpersonen oder Gruppen, die „bemerkenswerte und beispielhafte Taten bei der Förderung der ruandischen Kultur vollbracht haben“ |
| Indashyikirwa – National Order of Performance | Auszeichnung von Einzelpersonen oder Gruppen, die „bemerkenswerte und beispielhafte Taten und Innovationen in der Entwicklung Ruandas, Afrikas oder der Welt im Allgemeinen vollbracht haben“ |
| Igihango – National Order of Friendship       | Auszeichnung von Einzelpersonen oder Gruppen, die „sich in vorbildlicher Weise um die Förderung der Freundschaft und Zusammenarbeit zwischen Ruanda und anderen Ländern gekümmert und Ruanda oder Afrika auf der internationalen Bühne positiv vertreten haben“ |
| Agaciro – National Order of Honour            | Auszeichnung von ausländischen Staats- und Regierungschefs, hochrangigen Beamten und Leitern internationaler Organisationen, die „einen besonders verdienstvollen Beitrag zum politischen, wirtschaftlichen, sozialen oder kulturellen Fortschritt in Ruanda oder Afrika im Allgemeinen oder zu anderen bedeutenden öffentlichen oder privaten Unternehmungen geleistet haben“ |
| Umurinzi – Campaign against Genocide Medal    | Auszeichnung von Personen, die „sich am Kampf gegen den Völkermord an den Tutsi im Jahr 1994 beteiligt haben“ |
| Uruti – National Liberation Medal             | Auszeichnung von Personen, die „zum Befreiungskampf Ruandas von 1990 bis 1994 beigetragen haben“ |

## Orden und Ehrenzeichen der Streitkräfte Ruandas (RDF)
Folgende Orden und Ehrenzeichen werden zudem vom ruandischen Verteidigungsministerium vergeben:
| Orden und Ehrenzeichen | Orden und Ehrenzeichen                           | Akronym |
| ---------------------- | ------------------------------------------------ | ------- |
|                        | Defence Order of Honour                          | DOH     |
|                        | Order of Bravery Medal                           | OB      |
|                        | National Liberation Medal                        | LM      |
|                        | Campaign Against Genocide Medal (Umurinzi Medal) | CGM     |
|                        | Presidential Inauguration Medal                  | PIM     |
|                        | Foreign Campaign Medal                           | FCM     |
|                        | Peace Missions Medal                             | PMM     |
|                        | Defence Distinguished Service Medal              | DDSM    |
|                        | Joint Command Superior Medal                     | JCM     |
|                        | Land Forces Superior Service Medal               | SSM     |
|                        | Air Force Superior Service Medal                 | SSM     |
|                        | Reserve Force Superior Service Medal             | RFSSM   |
|                        | Command and Staff Superior Medal                 | CSSM    |
|                        | Long Service and Good Conduct Order              | LSGCM   |
|                        | Distinguished Conduct Medal                      | DCM     |
|                        | Distinguished Service Medal                      | DSM     |
|                        | Exemplary Performance Medal                      | EPM     |
|                        | Peace Support Operations Medal                   | PSM     |
|                        | Combat Action Ribbon                             |         |
|                        | Command Service Ribbon                           |         |
|                        | Outstanding Unit Award Ribbon: Army              |         |
|                        | Outstanding Unit Award Ribbon: Air Force         |         |
|                        | Innovations Award Ribbon                         |         |
|                        | Distinguished Trainer Ribbon                     |         |
|                        | Commander's Commendation Award Ribbon: Army      |         |
|                        | Commander's Commendation Award Ribbon: Air Force |         |
|                        | Officer Cadet of the Year Ribbon                 |         |
|                        | Recruit of the Year Ribbon                       |         |
|                        | Weapons Expert Marksmanship Ribbon               |         |
|                        | Community Service Ribbon                         |         |